# Московские Триумфальные ворота
1. перенаправление Московские триумфальные ворота